# 보람고등학교
보람고등학교(보람高等學校)는 대한민국 세종특별자치시 보람동에 있는 공립 고등학교이다.

## 학교 연혁
- 2016년 5월 30일 : 보람고등학교 설립 인가(개교공지)
- 2016년 9월 1일 : 보람고등학교 개교
- 2016년 9월 1일 : 초대 최성식 교장 부임
- 2016년 9월 2일 : 제1회 전입학식(전입생 29명 전입학)
- 2019년 1월 10일 : 제1회 졸업식(109명 졸업)
- 2023년 1월 18일 : 제5회 졸업식(202명 졸업)
- 2023년 3월 1일 : 제3대 고혜정 교장 부임
- 2023년 3월 2일 : 제8회 입학식(전입학생 304명 입학)

## 참고 자료
- 보람고등학교 - 한국교육학술정보원 학교알리미